# Jig'al Jasinov
Jig'al Jasinov (hebrejsky: יגאל יאסינוב) je izraelský politik a bývalý poslanec Knesetu za stranu Šinuj.

## Biografie
Narodil se 27. dubna 1966 ve městě Charkov v tehdejším Sovětském svazu, dnes Ukrajina. V roce 1993 přesídlil do Izraele.

## Politická dráha
V izraelském parlamentu zasedl po volbách do Knesetu v roce 2003, v nichž nastupoval za stranu Šinuj. Byl členem výboru pro vědu a technologie, výboru pro práva dětí, výboru petičního, výboru pro imigraci, absorpci a záležitosti diaspory a výboru práce, sociálních věcí a zdravotnictví. Předsedal podvýboru pro záležitost vědců imigrantů.
Ke konci volebního období došlo ve straně Šinuj k rozkolu, při kterém ji opustila většina poslaneckého klubu a založila novou politickou formaci Chec. Jig'al Jasinov postupoval samostatně. Nejprve se odtrhl od mateřské strany a založil vlastní frakci nazvanou ha-Olim. Potom začal spolupracoval se stranou Jisra'el Bejtejnu, jež tehdy byla začleněna do koalice se stranou ha-Ichud ha-Le'umi. Poté, co se Jisra'el Bejtejnu odtrhla od ha-Ichud ha-Le'umi, přimkl se Jig'al Jasinov přímo k Jisra'el Bejtejnu .
Ve volbách do Knesetu v roce 2006 ale Jasinov nezískal mandát.